# Rohmarsch

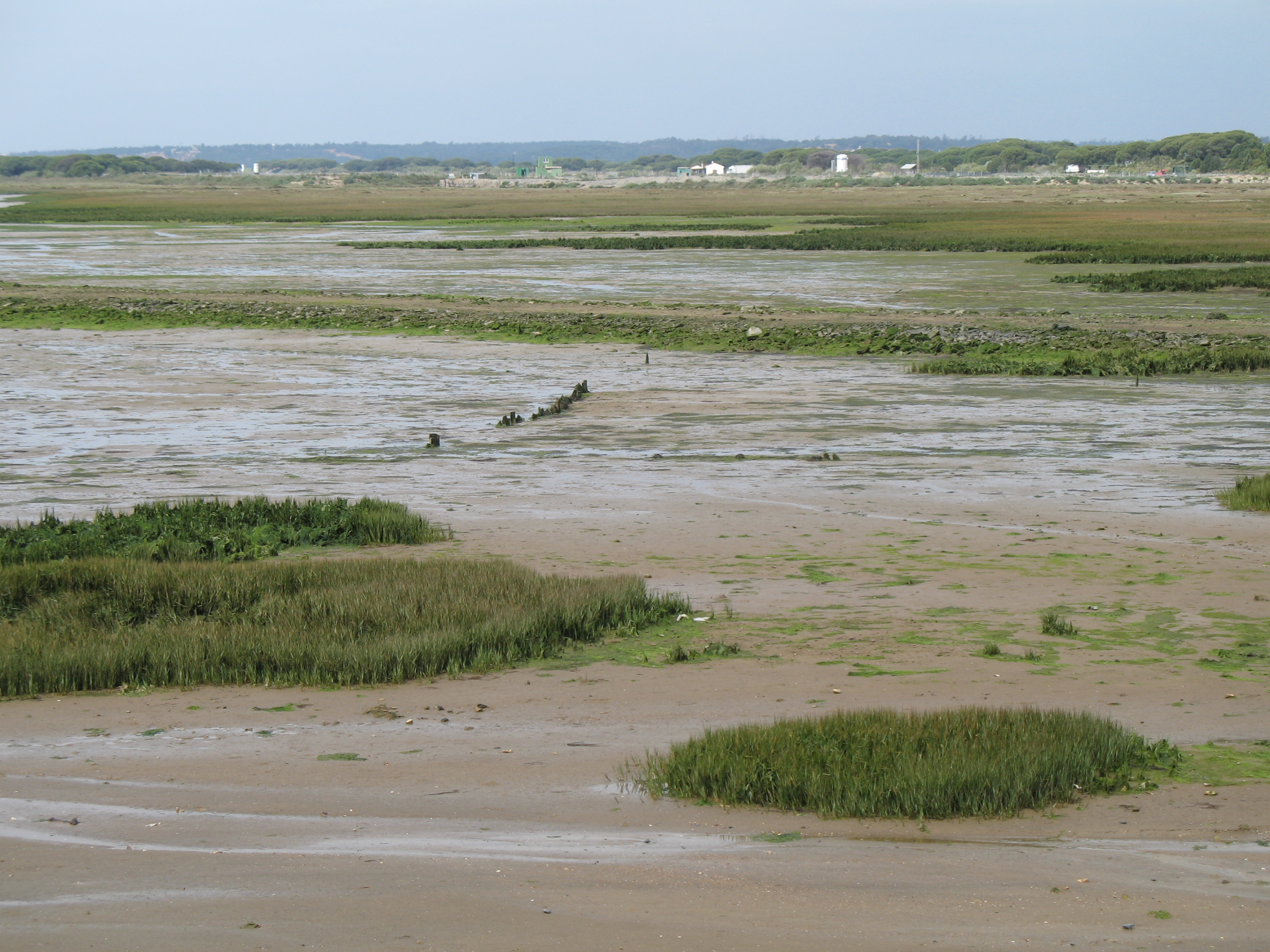
Marismas de San Miguel bei El Rompido, Andalusien

Die Rohmarsch (im Ökosystem Salzmarsch) ist ein Bodentyp, der die Übergangsstufe zwischen dem Watt und der Marsch bildet. Sie wird periodisch überflutet und zeigt den Beginn der Bodenbildung. In der Deutschen Bodensystematik wird sie in der Abteilung der semiterrestrischen Böden der Klasse M (Marschen) zugeordnet. Die Abkürzung des Bodentyps lautet MR. In der internationalen Bodenklassifikation World Reference Base for Soil Resources (WRB) gehören die Rohmarschen zu den Gleysolen.

## Entstehung und Verbreitung
Sobald eine Wattfläche nicht mehr täglich von den Gezeiten überschwemmt wird, setzt die Bodenentwicklung ein. Es bildet sich pflanzlicher Bewuchs (Queller), der mit Abnahme der Überschwemmungsperioden immer intensiver wird, so dass sich Salzwiesen bilden. In Deutschland finden sich Rohmarschen entlang der Nordseeküste, wobei der Übergangsbereich zwischen Watt und Marsch größtenteils vor den Deichen liegt (Deichvorland).

## Horizontierung und Eigenschaften
Die Norm-Horizontierung der Rohmarsch lautet zAh/zGo/zGr.
- Ah: Durch den Pflanzenbewuchs bildet sich rasch ein humoser (h) Oberbodenhorizont (A) aus. Teilweise ist auch der Oberboden wegen der geringen Höhe über dem Meer grundwasserbeeinflusst, so dass der Horizont Go-Eigenschaften aufweist.
- Go: Während es im Wattboden auf Grund hoher mikrobiologischer Umsatzraten und zwei täglichen Überschwemmungen bereits in wenigen Millimetern Tiefe zu Sauerstoffmangel kommt, wird der Unterboden der Rohmarsch etwas besser belüftet. Dadurch wird der oberste Bereich des grundwasserbeeinflussten Unterbodenhorizonts (G) mit Sauerstoff versorgt. Es herrschen aerobe Bedingungen, wodurch das Redoxpotential des Bodens oxidierend ist (o). Das im Wattboden unter Sauerstoffmangel gebildete, intensiv schwarze Eisensulfid (FeS) wird oxidiert, wodurch die Farbe des zGo-Horizonts von schwarz zu braun-orange wechselt (Schwefeldynamik der Marschen). Die Tiefe der Sauerstoffversorgung ist noch nicht sehr mächtig.
- Gr: Die Sauerstoffversorgung des grundwasserbeeinflussten Unterbodens (G) endet auf Höhe des mittleren Tidenhochwassers. In tieferen Bereichen fehlt der Sauerstoff wieder (anaerob), so dass das Redoxpotential reduzierend ist (r). Das Eisensulfid bleibt erhalten und der Boden ist intensiv schwarz. Bei der Rohmarsch muss der Gr-Horizont in den obersten 40 cm des Bodens beginnen. Liegt er tiefer, so handelt es sich um einen anderen Bodentyp der Marschen wie z. B. die auf die Rohmarsch folgende Kalkmarsch. Viele Pflanzen der Salzmarsch, wie der Queller, können Luftsauerstoff aktiv in ihren Wurzelraum transportieren (Aerenchym), weshalb ihre Wurzeln auch in den sauerstofffreien Gr-Horizont einwachsen können. Im Gr entstehen daher entlang der Wurzeln oxidative Zonen mit braun-oranger Färbung.
- Das z steht für die Salzhaltigkeit des Bodens, die auf den ständigen Einfluss des Meerwassers und die Gischt der Brandung zurückzuführen ist. Typisch sind sehr starke Schwankungen im Laufe des Jahres. Besonders hoch ist der Salzgehalt nach Überflutungen oder in Trockenzeiten, wenn durch die hohe Verdunstungsrate an der Oberfläche das niedrig anstehende Meerwasser nach oben gezogen wird (Aszendente Verlagerung). Niedrig ist sie nach längeren überflutungsfreien Zeiten oder starker Salzauswaschung durch intensive Regenereignisse. Nur speziell angepasste Pflanzen können unter diesen Bedingungen wachsen.

Neben der Entsalzung stellen sich auch weitere Prozesse ein, wie die Gefügebildung und Sackung.

## Nutzung
Früher wurden diese Flächen systematisch eingedeicht, um Landgewinnung zu betreiben. Dies wird aber nicht mehr praktiziert, da den Deichen etwa seit der zweiten Hälfte des 20. Jahrhunderts nur noch eine Küstenschutzfunktion zukommt. Die Begründung dieses Schritts kann in der Errichtung der Nationalparks im Wattenmeer gesehen werden.
Heute kommen dem Bereich der Rohmarsch folgende Funktionen zu:
- Schutz: Das Vorland ist für die Sicherheit der Deiche wichtig, denn auf ihm verliert die Brandung der Sturmfluten einen großen Teil ihrer Kraft, so dass die Schäden am Deich abgemildert werden.
- Naturschutz: Die natürliche Vegetation der Rohmarschen ist die Salzwiese. Diese ist ein bedeutender Lebensraum für viele Tiere.
- Nutzung: Traditionell wird das Deichvorland als Weide für Schafe genutzt. Die Beweidung wird vor allem in den Zonen direkt vor dem Deich durchgeführt, wobei den Schafen durch das Kurzhalten der Gräser auch Küstenschutzfunktionen zukommt. Über die Intensität und Fläche der Weidenutzung kam und kommt es teilweise zu Meinungsverschiedenheiten zwischen Schafhaltern und Naturschutz.